# 伊右群
伊右群（日语： Imigimuru，11月29日—），日本漫畫家、插畫家。出身於兵庫縣。代表作是漫畫《這個美術社大有問題！》，並被動畫化。筆名是拆解本名的漢字寫法，原本是要使用片假名，但因為被誤解為韓國人的名字，而決定使用平假名作為筆名以避免混淆。

## 來歷
伊右群從小學就開始閱讀《週刊少年Jump》，受到《七龍珠》、《灌籃高手》、《浪客劍心》、《封神演義》等作品的影響，渴望從事繪畫職業。特別是被東清彥漫畫《笑園漫畫大王》所激勵立志成為漫畫家，在明信片上繪製的插圖被刊登在《月刊Comic電擊大王》雜誌的讀者專欄上。
2007年，獲得電擊漫畫新人獎「電擊漫畫大獎」，但在前往東京參加頒獎典禮時，WANI BOOKS的編輯誤聯繫父母家，就這樣在WANI BOOKS出道了。漫畫系列是本身商業漫畫出道作。
《齋藤同學的超能力情結》在2011年2月26日發行的《Comic Gum》4月號上開始連載，一直持續到2013年9月號。
《這個美術社大有問題！》於2012年10月在《電擊魔王》開始連載，並於2016年動畫化之外，截至2021年8月，該系列累計銷量已達100萬部。
2020年2月，本身第一本畫冊《伊右群 ART WORKS fruits》出版，其中包含了自己作為插畫家和漫畫家12年的工作成果。
2024年11月，宣布獲得《這本輕小說真厲害！2025》插畫家部門第1名。

## 作品列表

### 漫畫作品

#### 連載
- （《月刊Comic Gum》2007年—2009年）
- 齋藤同學的超能力情結（日语：サイトーくんは超能力者らしい）（《月刊Comic Gum》2011年[8]—2013年）
- 這個美術社大有問題！（《電擊魔王》2012年[14]—連載中）

#### 短篇
- 《花舞少女》選集貢獻（原作：濱弓場雙，《花舞少女 漫畫選集》2014年）[15]
- 《女神異聞錄Q 暗影迷宮》選集貢獻（《女神異聞錄Q 暗影迷宮 電擊漫畫選集》2014年）[16]
- Poetic justice（原作：Spider Lily，《Lycoris Recoil 莉可麗絲 官方漫畫精選集 Reload》2022年）—《Lycoris Recoil 莉可麗絲》選集貢獻[17]。也擔任封面插圖[17]。
- Baby squirrel（原作：Spider Lily，《Lycoris Recoil 莉可麗絲 官方漫畫精選集 Reload 2》2023年）—《Lycoris Recoil 莉可麗絲》選集貢獻。也擔任封面插圖。
- Short story collection（原作：Spider Lily，《Lycoris Recoil 莉可麗絲 官方漫畫精選集 Reload 3》2023年）—《Lycoris Recoil 莉可麗絲》選集貢獻。也擔任封面插圖。

### 插圖
- 第7冊附錄小冊子（2015年）插圖貢獻[18]
- Fate/Grand Order（遊戲，2015年）官方插畫家[1][12]
- 《Fate/Grand Order 電擊漫畫選集10》（2017年）封面插圖[19]
- 在世界與女友之間選擇！（《世界與女友難以抉擇》第4冊附錄全彩色小冊子，2018年）插圖貢獻[20]
- 敗北女角太多了！（著：雨森焚火，〈GAGAGA文庫〉，2021年）[21]

### 書籍

#### 漫畫單行本
- WANI BOOKS（日语：ワニブックス）〈Gum Comic〉2008年—2009年，全2冊[22]
- 《齋藤同學的超能力情結（日语：サイトーくんは超能力者らしい）》WANI BOOKS〈Gum Comic Plus〉2011年—2013年，全4冊[23]
- 《這個美術社大有問題！》ASCII Media Works〈電擊Comics NEXT〉2013年[24]—刊行中，已出版15冊

#### 畫冊
- 畫冊《伊右群 ART WORKS fruits》KADOKAWA，2020年2月27日發行[25] ISBN 978-4-04-913040-9

### 其它
- 最近的偵探真沒用 第1冊（2016年）書腰評論與插圖[26]
- （XTuber團體，2019年）人物設定[1]
- 御利益計畫（地域活性化施策，2020年）人物設定[27]
- Lycoris Recoil 莉可麗絲（電視動畫，2022年）人物設定[28]
- Fate/Grand Order（遊戲，2025年）比修內的人物設定[29]
- 『Lycoris Recoil 莉可麗絲』Friends are thieves of time.（網路動畫，2025年）人物設定、命名編劇[30]

## 外部連結
- 伊右群的X（前Twitter） （日語）